# Lesotho Defence Force FC
El Lesotho Defence Force FC (LDF FC) és un club de Lesotho de futbol de la ciutat de Maseru. En el passat es va anomenar Royal Lesotho Defence Forces i Lesotho Paramilitary Forces.

## Palmarès
- Lliga de Lesotho de futbol:[2]

1983, 1984 (com a Lesotho Paramilitary Forces)
1987, 1990, 1994, 1997, 1998, 1999, 2001, 2004
- Copa de Lesotho de futbol:[3]

1985 (com a Lesotho Paramilitary Forces)
1986, 1988, 1990, 2000